# Denmark International 2011
Die FZ Forza Denmark International 2011 im Badminton fanden vom 4. bis zum 8. Mai in Frederikshavn in der Arena Nord in der Rimmens Allé 37 statt. Es war die erste Auflage dieser Turnierserie. Das Preisgeld betrug 15.000 US-Dollar und das Turnier wurde damit in das Level 4A des BWF-Wertungssystems eingeordnet. Der Referee war Ronny de Vos aus Belgien.

## Finalergebnisse
| Disziplin    | Sieger                            | Finalist                           | Ergebnis          |
| ------------ | --------------------------------- | ---------------------------------- | ----------------- |
| Herreneinzel | Jan Ø. Jørgensen                  | Hans-Kristian Vittinghus           | 21:15 21:12       |
| Dameneinzel  | Anastasia Prokopenko              | Agnese Allegrini                   | 21:15 21:15       |
| Herrendoppel | Rasmus Bonde Anders Kristiansen   | Mikkel Elbjørn Christian Skovgaard | 21:14 19:21 21:16 |
| Damendoppel  | Line Kruse Marie Røpke            | Maria Helsbøl Anne Skelbæk         | 21:14 21:14       |
| Mixed        | Mads Pieler Kolding Julie Houmann | Rasmus Bonde Maria Helsbøl         | 21:13 21:15       |